# Liste der Landschaftsschutzgebiete im Landkreis Deggendorf
Im Landkreis Deggendorf gibt es zwei Landschaftsschutzgebiete. (Stand: November 2018)

## Hinweise zu den Angaben in der Tabelle
- Gebietsname: Amtliche Bezeichnung des Schutzgebietes
- Bild/Commons: Bild und Link zu weiteren Bildern aus dem Schutzgebiet
- LSG-ID: Amtliche Nummer des Schutzgebietes
- WDPA-ID: Link zum Eintrag des Schutzgebietes in der World Database on Protected Areas
- Wikidata: Link zum Wikidata-Eintrag des Schutzgebietes
- Ausweisung: Datum der Ausweisung als Schutzgebiet
- Gemeinde(n): Gemeinden, auf denen sich das Schutzgebiet befindet
- Lage: Geografischer Standort
- Fläche: Gesamtfläche des Schutzgebietes in Hektar
- Flächenanteil: Anteilige Flächen des Schutzgebietes in Landkreisen/Gemeinden, Angabe in % der Gesamtfläche
- Bemerkung: Besonderheiten und Anmerkungen

Bis auf die Spalte Lage sind alle Spalten sortierbar.
| Gebietsname                                                                                                 | Bild/Commons   | LSG-ID       | WDPA-ID | Wikidata  | Ausweisung | Gemeinde(n) | Lage     | Fläche ha | Flächenanteil | Bemerkung |
| --- | -------------- | ------------ | ------- | --------- | ---------- | ----------- | -------- | --------- | --- | --------- |
| Landschaftsschutzgebiet Bayerischer Wald                                                                    | weitere Bilder | LSG-00547.01 | 396098  | Q59655763 | 1983       |             | Position | 230934,93 | Straubing (0,2 %), Landkreis Deggendorf (14,4 %), Landkreis Freyung-Grafenau (33,7 %), Landkreis Regen (34,2 %), Landkreis Straubing-Bogen (17,5 %) |           |
| Schutz von Landschaftsteilen an der Isar und deren Mündungsgebiet im Landkreis Deggendorf (LSG Untere Isar) | weitere Bilder | LSG-00263.01 | 395741  | Q59656702 | 1973       |             | Position | 3282,64   | Landkreis Deggendorf (99,9 %) |           |